# Koalice ochotných (rusko-ukrajinská válka)
Koalice ochotných je koalicí asi 30 zemí, které se zavázaly k podpoře Ukrajiny v boji proti ruské agresi.
Iniciativu, vedenou Spojeným královstvím a Francií, oznámil britský premiér Keir Starmer 2. března 2025 po londýnském summitu o Ukrajině.

## Čtyřbodový plán
Na tiskové konferenci po londýnském summitu v  březnu 2025 Starmer nastínil čtyři klíčové prvky přístupu koalice:
1. Závazek zachovat přísun vojenské pomoci Ukrajině a zároveň zvyšovat ekonomický tlak na Rusko prostřednictvím sankcí a dalších opatření.
2. Jakákoli trvalá mírová dohoda musí zajistit suverenitu a bezpečnost Ukrajiny a Ukrajina se musí účastnit všech mírových jednání.
3. Posilovat obranné vojenské schopnosti Ukrajiny po uzavření jakékoli mírové dohody s cílem odradit potenciální budoucí invaze.
4. Vytvořit „koalici ochotných“ - zemí připravených hlídat dodržování jakékoli mírové dohody a garantovat bezpečnost Ukrajiny.

## Členové
- Austrálie
- Belgie
- Bulharsko
- Česko
- Dánsko
- Estonsko
- Finsko
- Francie
- Chorvatsko
- Irsko
- Island
- Itálie
- Japonsko
- Kanada
- Kypr
- Litva
- Lotyšsko
- Lucembursko
- Německo
- Nizozemí
- Norsko
- Nový Zéland
- Polsko
- Portugalsko
- Rakousko
- Rumunsko
- Řecko
- Slovinsko
- Spojené království
- Španělsko
- Švédsko
- Turecko
- Ukrajina